# Buglossoides purpurocaerulea
Aljófar derramada, lengua de pedrisca o  mijo del sol de la flor azul (Buglossoides purpurocaerulea) es una  planta de la familia de las boragináceas.

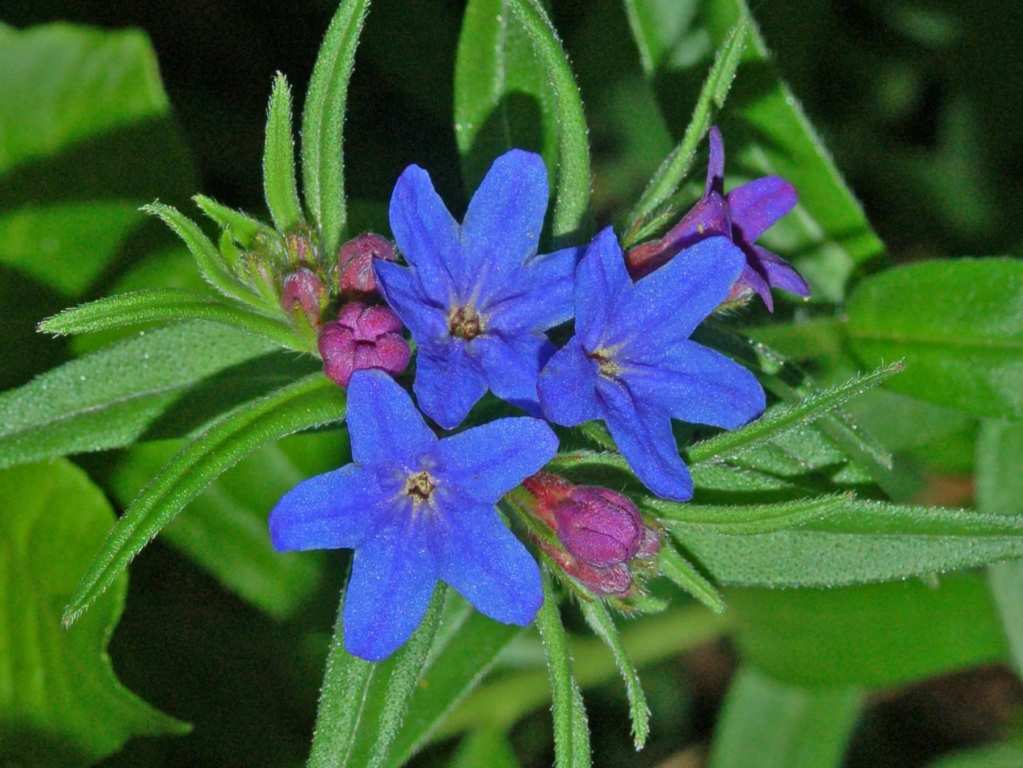
Vista de la planta

## Caracteres
Hierba vivaz rizomatosa y peluda, de baja a mediana; tallos erectos, no ramificados. Hojas de lanceoladas a elípticas estrechas, con una punta larga, verdes oscuras. Flores púrpura rojizas que viran a azul oscuro, en forma de embudo, de 14-19 mm de largo y agrupadas en cimas terminales con hojas que se alargan al fructificar. Núculas blancas y brillantes. Florece en primavera.

## Hábitat
Linderos forestales y zonas de matorral, setos vivos.

## Distribución
Mediterráneo desde España hacia el este hasta Turquía. Centro de Europa, islas británicas, sur de Rusia.

## Taxonomía y sinonimia
Buglossoides purpurocaerulea fue descrita por (L.) I.M.Johnst.  y publicado en J. Arnold Arbor. 35(1): 44. 1954
- Aegonychon purpurocaeruleum (L.) Holub
- Lithospermum purpurocaeruleum L.
- Margarospermum purpurocaeruleum (L.) Fourr.
- Rhytispermum purpurocaeruleum (L.) Link